# 58-й меридіан східної довготи
58-й меридіан східної довготи — лінія довготи, що лежить на 58 градусів східніше Гринвіцького меридіана. Вона проходить від Північного полюса через Північний Льодовитий океан, Євразію, Індійський океан, Південний океан та Антарктиду до Південного полюса.
58-й меридіан східної довготи формує велике коло разом із 122-гим меридіаном західної довготи.

## Список географічних об'єктів, що перетинає 58° сх. д.
Починаючи на Північному полюсі та рухаючись до Південного полюса, 58-й меридіан східної довготи проходить через:
| Координати                                                 | Країна, територія або море | Примітки |
| ---------------------------------------------------------- | -------------------------- | --- |
| 90°0′ пн. ш. 58°0′ сх. д. / 90.000° пн. ш. 58.000° сх. д.  | Північний Льодовитий океан | |
| 81°49′ пн. ш. 58°0′ сх. д. / 81.817° пн. ш. 58.000° сх. д. | Росія                      | Земля Франца-Йосифа — проходить через острови Рудольфа, Карла-Александра, Паєра, Грілі, Циглера, Вінер-Нойштадт, Хейса та Галля |
| 80°5′ пн. ш. 58°0′ сх. д. / 80.083° пн. ш. 58.000° сх. д.  | Баренцове море             | |
| 75°39′ пн. ш. 58°0′ сх. д. / 75.650° пн. ш. 58.000° сх. д. | Росія                      | Нова Земля — проходить через Північний острів                                                                                   |
| 73°59′ пн. ш. 58°0′ сх. д. / 73.983° пн. ш. 58.000° сх. д. | Карське море               | |
| 70°30′ пн. ш. 58°0′ сх. д. / 70.500° пн. ш. 58.000° сх. д. | Печорське море             | |
| 68°49′ пн. ш. 58°0′ сх. д. / 68.817° пн. ш. 58.000° сх. д. | Росія                      | |
| 51°5′ пн. ш. 58°0′ сх. д. / 51.083° пн. ш. 58.000° сх. д.  | Казахстан                  | |
| 45°27′ пн. ш. 58°0′ сх. д. / 45.450° пн. ш. 58.000° сх. д. | Узбекистан                 | |
| 42°29′ пн. ш. 58°0′ сх. д. / 42.483° пн. ш. 58.000° сх. д. | Туркменістан               | Проходить західніше Ашгабата |
| 37°49′ пн. ш. 58°0′ сх. д. / 37.817° пн. ш. 58.000° сх. д. | Іран                       | |
| 25°38′ пн. ш. 58°0′ сх. д. / 25.633° пн. ш. 58.000° сх. д. | Оманська затока            | |
| 23°42′ пн. ш. 58°0′ сх. д. / 23.700° пн. ш. 58.000° сх. д. | Оман                       | Проходить західніше Маската |
| 20°26′ пн. ш. 58°0′ сх. д. / 20.433° пн. ш. 58.000° сх. д. | Індійський океан           | Проходить східніше острова Маврикій, Маврикій                                                                                   |
| 60°0′ пд. ш. 58°0′ сх. д. / 60.000° пд. ш. 58.000° сх. д.  | Південний океан            | |
| 67°6′ пд. ш. 58°0′ сх. д. / 67.100° пд. ш. 58.000° сх. д.  | Антарктида                 | Проходить через Австралійську антарктичну територію (претендує Австралія)                                                       |